# Telemark
Telemark je historický region v centrálně-jižní části Norska a zároveň do konce roku 2019 i územněsprávní jednotka – kraj. Správním centrem území bylo město Skien. Telemark byl do roku 1919 znám jako Bratsberg amt. 1. ledna 2020 vznikl kraj Vestfold a Telemark sloučením dvou do té doby samostatných krajů Telemark a Vestfold. K reorganizaci územního uspořádání došlo na základě rozhodnutí norského parlamentu (Stortinget) ze dne 8. června 2017, jehož důsledkem byla redukce počtu územněsprávních jednotek z osmnácti na jedenáct. Počet obyvatel dosáhl roku 2015 hodnoty  171 953 osob. Rozloha kraje byla 13 854 km².

## Poloha
Novodobý kraj Telemark hraničil na východě s krajem Vestfold, na severu a severovýchodě s Buskerudem, na severozápadě s Hordalandem a Rogalandem, a na západě a jihu s krajem Aust-Agder. Na jihovýchodě byl vymezen vodní plochou Skagerraku.
Významnějšími toky jsou Skienselva, Måna, Kvenna, a jezera Fyresvatnet, Nisser, Møsvatnet, Bandåk, Tinnsjå a Norsjø. Územím Telemarku prochází železnice z Oslo do Kristiansandu a Stavangeru, a při pobřeží silnice E18, severněji prochází silnice E134.

## Rodáci a občané
- Hallvard Graatop (kolem 1400–1475), z Drangedalu, vedl vzpouru proti Dánsku roku 1438.
- Aasmund Olavsson Vinje (1818–1870), spisovatel z Vinje.
- Sondre Norheim (1825–1897), otec lyžování z Morgedal v Kviteseid
- Henrik Ibsen (1828–1906), spisovatel ze Skien
- Theodor Kittelsen, (1857–1914), ze Kragerø
- Vidkun Quisling (1887–1945), politik, vlastizrádce z Fyresdalu
- Aslaug Vaa (1889–1965), spisovatel z Raulandu ve Vinje
- Tarjei Vesaas (1897–1970), spisovatel z Vinje
- Anne Grimdalen (1899–1961), sochař ze Skafså v Tokke
- Eivind Groven (1901–1977), skladatel z Lårdalu v Tokke
- Klaus Egge (1906–1979), skladatel z Gransheradu v Notodden
- Hans Herbjørnsrud (1938–), spisovatel z Heddalu v Notodden
- Tor Åge Bringsværd (1939–), spisovatel ze Skien
- Gisle Kverndokk (1967–), skladatel ze Skien

## Zajímavosti
- Kolem roku 1870 zde spatřil světlo světa lyžařský styl telemark.
- Během druhé světové války zde proběhla tzv. operace Telemark.

## Obce
- Bamble
- Drangedal
- Fyresdal
- Hjartdal
- Kragerø
- Kviteseid
- Midt-Telemark
- Nissedal
- Nome
- Notodden
- Porsgrunn
- Seljord
- Siljan
- Skien
- Tinn
- Tokke
- Vinje

## Galerie

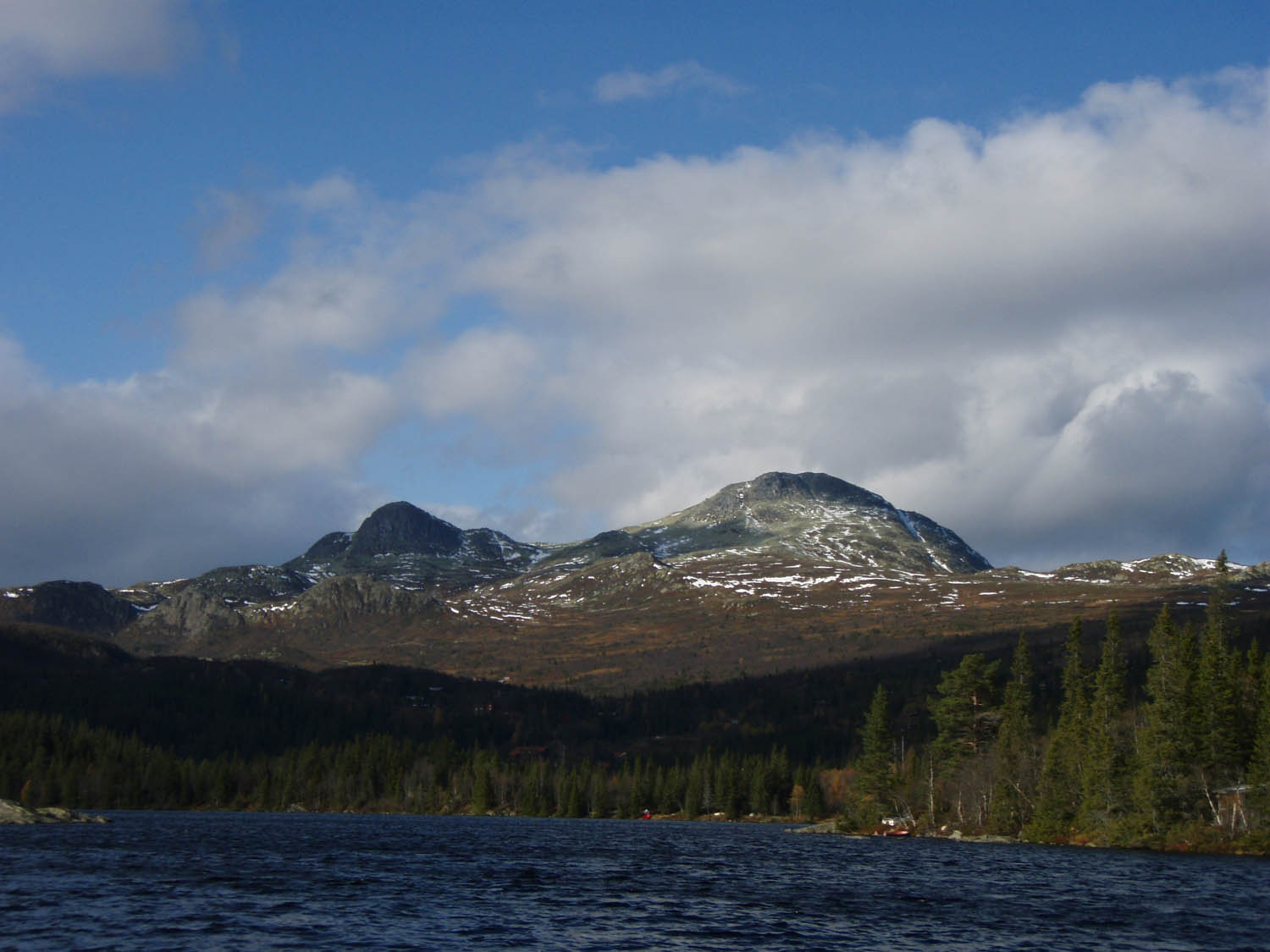
Zdejší krajina
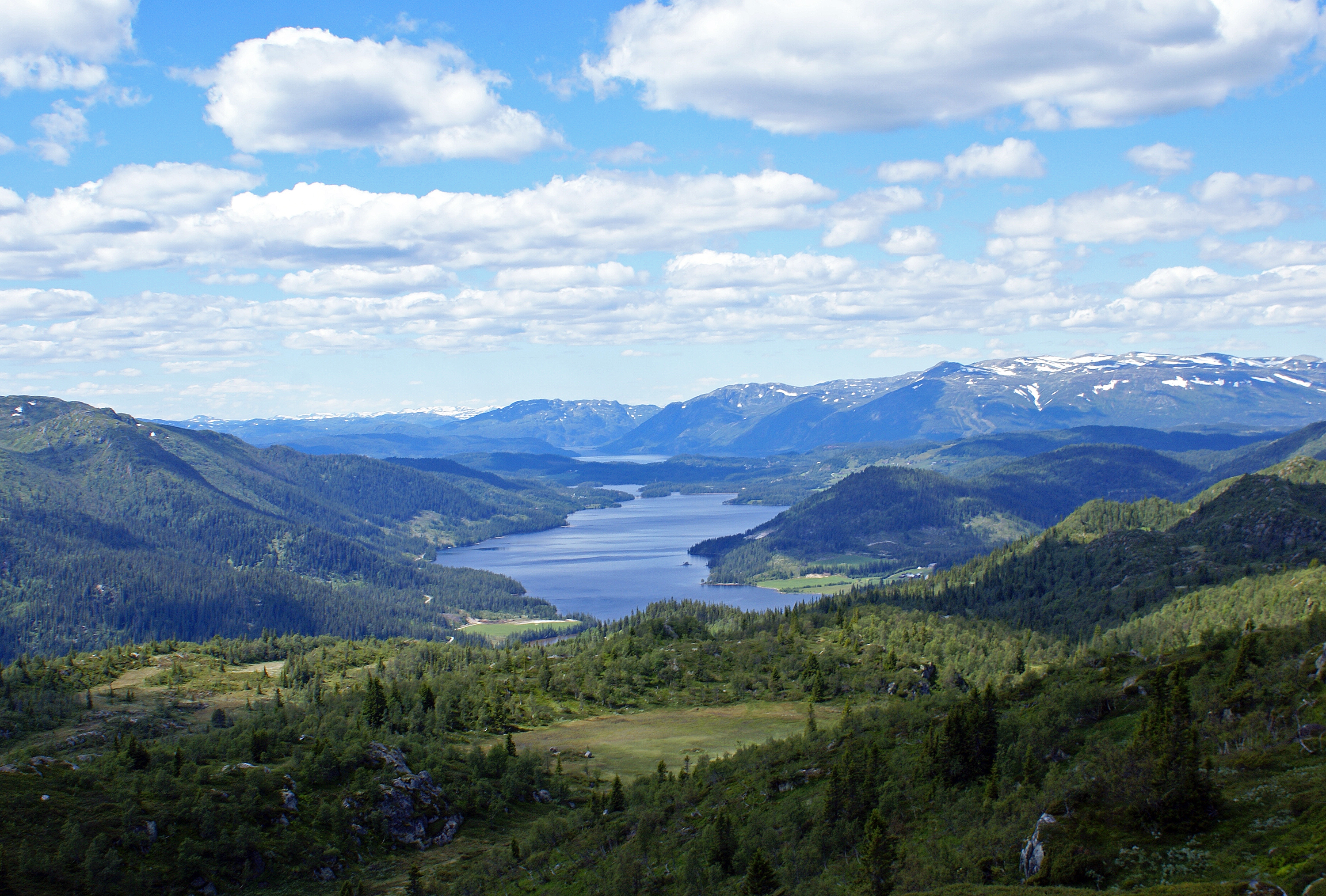
Zdejší krajina
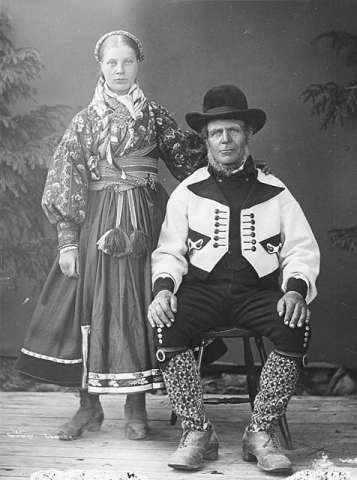
Axel Lindahl: obyvatelé východního Telemarku, 1880–1890